# Shelina Begum
Shelina Begum (em bengali:  শেলিনা বেগম; Rochdale, 27 de dezembro de 1979) é um jornalista britânica, ex-editora do Asian News e ex-editora de negócios do Manchester Evening News.

## Primeiros anos
Begum nasceu em Wardleworth, Rochdale, na Inglaterra e frequentou a Falinge Park High School, onde obteve nove certificados gerais do ensino médio, e obteve níveis A em inglês, sociologia e ciências da religião no Hopwood Hall College.
Begum concluiu o processo qualificatório do Conselho Nacional para o Treinamento de Jornalistas (abreviação do inglês: NCTJ) no City of Liverpool College em um curso de treinamento de um dia por semana enquanto trabalhava como repórter júnior no Asian News.

## Carreira
Em setembro de 1999, aos 19 anos de idade, Begum começou sua carreira no Asian News sem treinamento jornalístico formal. Começou como repórter trainee e chegou a chefe de reportagem. Begum forneceu ao jornal exclusividades de primeira página e assumiu a responsabilidade pelo portal Asian News, que ganhou o melhor veículo de imprensa do Guardian Media Group em 2004.
Em 2001, Begum cobriu os distúrbios de Oldham. Em outubro de 2005, ela foi enviada em uma missão de oito dias para cobrir o terremoto da Caxemira. Ela escreveu uma reportagem para o Manchester Evening News e dois suplementos para o Asian News. Suas filmagens cenográficas e entrevistas foram editadas em um especial de meia hora no Canal M.
Em 2007, aos 27 anos, foi escolhida para ser editora do Asian News. Ela atualmente cobre notícias de negócios e recursos para Manchester Evening News e Greater Manchester Business Week.
Begum é membro do comitê da Câmara dos Lordes para investigar a alienação da juventude de Bangladesh da vida britânica convencional. Ela foi nomeada como a primeira mulher membro do conselho executivo do Projeto Comunitário da Associação de Bangladesh em Rochdale. Ela também faz parte do comitê do Oldham Diversity Festival. Ela também foi eleita como uma das 100 modelos na campanha de igualdade de gênero/raça lançada pela União Europeia (UE). Desde 2008, ela é juíza do The Fusion.
Em 2020, Begum também apareceu na lista dos 50 nomes do Poder Feminino da Northern Powerhouse.[carece de fontes?]

## Prêmios
Em 2006, Begum foi indicada na categoria Jornalista do Ano do Noroeste nas alas de imprensa patrocinadas pela British Nuclear Fuels. Ela ganhou o prêmio pela cobertura do terremoto na Caxemira e outros exclusivos. Ela foi a primeira jornalista asiática a receber uma honraria nos 15 anos de história do prêmio. Em 2007, Begum foi escolhida para o prêmio de Personalidade do Ano nas redes sociais, pelo Fusion Awards. Em 2011, ela foi finalista do O2 Media Awards, no quesito Jornalista de Negócios do Ano.

## Vida pessoal
Begum é muçulmana, ela fala fluentemente bengali e pode entender urdu e hindi. Ela também participou de uma campanha antirracismo.